# Michael Jolley
Michael Jolley (Sheffield, 30 marzo 1977) è un allenatore di calcio inglese.

## Carriera
Da giocatore, ha fatto parte delle giovanili del Barnsley tra il 1989 e il 1993. Successivamente, nel periodo 1995-1998, ha studiato presso il Downing College dell'Università di Cambridge: con la squadra calcistica universitaria ha vinto per tre volte il Varsity Match contro i rivali dell'Università di Oxford.
Gli studi in economia gli hanno permesso di lavorare per anni (1999-2005) nel mondo della finanza come fixed income trader a Londra e New York. Il suo luogo di lavoro nella metropoli americana si trovava non distante dal World Trade Center, distrutto dagli attentati dell'11 settembre 2001.
Nel 2004 ha iniziato la carriera da allenatore con il primo ruolo all'interno dell'Academy del Crystal Palace dove è rimasto fino al 2007, lavorando a contatto con alcuni giocatori emergenti come Victor Moses, Sean Scannell e John Bostock.
Nel 2007-2008 ha lasciato Londra per far parte dello staff dell'Academy del Nottingham Forest con un impiego part-time. Allo stesso tempo ha rivestito anche il ruolo di coach per una locale squadra di college.
Nel 2008 ha ricevuto l'incarico di High Performance Football Coach per l'Università di Stirling, in Scozia, collaborando contemporaneamente con l'Academy della squadra scozzese del Falkirk e come head coach della squadra universitaria della Scozia. Nel 2009 ha dovuto lasciare questi incarichi poiché accusato di aver fatto sesso con una ragazza di 15 anni. Il processo nei suoi confronti si è concluso con un'assoluzione, il giudice infatti ha stabilito che la giovane aveva mentito sulla propria età, dichiarando 19 anni.
Jolley, nel 2012, per qualche mese, ha fatto parte dello staff tecnico della prima squadra del Lincoln City.
Nel biennio 2012-2014 ha curato l'Academy del Crewe Alexandra. Il 7 luglio 2014 invece è stato nominato Senior Professional Development Coach della squadra Under-21 e successivamente Under-23 del Barnsley, lo stesso club in cui aveva giocato da giovane. Nel frattempo, nel 2016 ha acquisito la licenza UEFA Pro.
La sua prima vera parentesi da capo allenatore di una squadra professionistica è iniziata nel giugno 2017, quando è stato chiamato in Svezia sulla panchina dell'AFC Eskilstuna. La squadra, al primo anno in Allsvenskan nell'arco della sua breve storia, al momento dell'arrivo di Jolley versava già in una difficile situazione di classifica, visti i soli 4 punti conquistati nelle prime 12 giornate di campionato. La stagione si è chiusa ugualmente con l'ultimo posto in classifica e la retrocessione.
Il 2 marzo 2018 è stato chiamato a sostituire Russell Slade alla guida tecnica del Grimsby Town, club che stava versando al 17º posto del campionato di League Two. Dopo aver ottenuto due salvezze, il 15 novembre 2019 Jolley è stato esonerato a seguito di una serie di sette partite senza vittorie. Tra i fattori che hanno portato all'allontanamento del tecnico, la dirigenza del club ha annoverato la divulgazione di un audio privato in cui Jolley attaccava due giornalisti locali con epiteti e denigrazioni e allo stesso tempo criticava il budget societario a disposizione.
Dal dicembre del 2020 al febbraio del 2021 allena in Barrow, in League Two, venendo esonerato dopo aver ottenuto quattro punti (una vittoria e un pareggio) in sette partite.
Dal gennaio 2023 fino al termine della stagione ha allenato il Vélez CF nella quarta serie spagnola.